# Crotalus scutulatus
Crotalus scutulatus (nombres comunes: serpiente de cascabel del Mohave, Verde del Mojave, más.) es una especie de vipérido venenoso de la subfamilia Crotalinae. Se encuentra en los desiertos del Suroeste de Estados Unidos y del centro de México. Tal vez sea más conocida por un potente veneno neurotóxico.
Scutulatus es una palabra latina que significa que tiene un remiendo con forma de escudo o de hoja; los grandes remiendos que ornamentan el dorso de esta serpiente, tienen alguna semejanza con los escudos heráldicos.

## Descripción
Son serpientes de tamaño mediano y cuerpo pesado. Generalmente miden de 45 cm a 90 cm. Las más largas conocidas son de alrededor de 130 cm.
El color de fondo de estas serpientes puede ser gris verdoso, marrón oliva, verde amarillento o marrón. El color depende del entorno.
Las manchas sobre el dorso tienen forma de diamante u ovales a hexagonales y gris oscuro, o marrones con bordes claros, se desvanecen hacia la cola.
La cola tiene anillos de color gris claro y de color negro, los anillos claros son notablemente más anchos que los anillos negros. Sobre la cabeza, una raya oscura con bordes claros corre desde el ojo abajo a la esquina de la boca. Además, en la cúspide de la cabeza, unas pocas escamas son extragrandes.
La tonalidad verde encontrada entre las serpientes de cascabel del Mojave han llevado a que las llamen "verdes del Mojave" en algunas áreas.

### Especies parecidas
Como Crotalus atrox (la serpiente de cascabel dorso de diamante occidental), la cual es muy parecida a C. scutulatus tiene un patrón de diamantes oscuros a lo largo de su dorso. Con C. scutulatus las bandas blancas sobre su cola tienden a ser más anchas que las negras, mientras que el ancho de las bandas es usualmente más similar en C. atrox. Adicionalmente, C. scutulatus tiene escamas alargadas en el tope de la cabeza entre los supraoculares y las ligeras rayas post-oculares pasan detrás de la esquina de la boca. En C. atrox, la corona está cubierta de pequeñas escamas y la ligera raya post-ocular interseca la boca.

## Nombres comunes

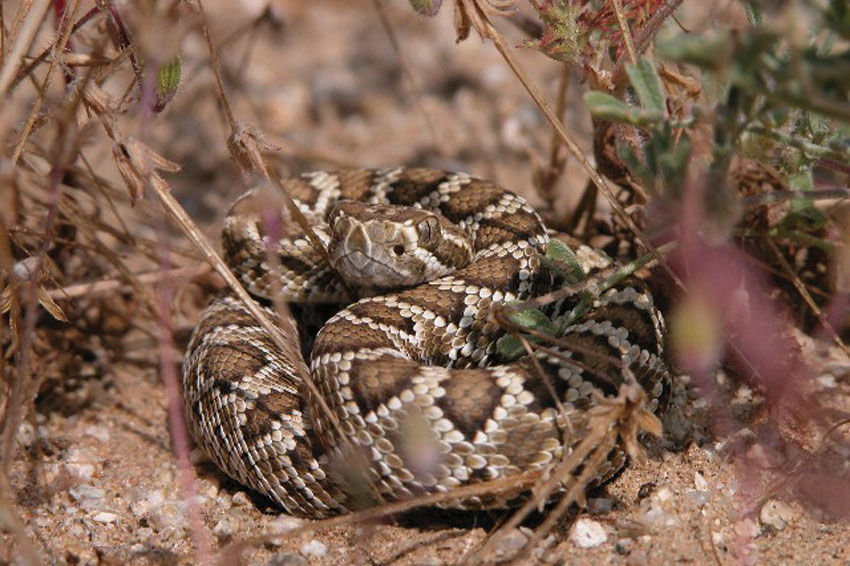
Crotalus scutulatus.

Serpiente de cascabel del Mojave, Mojave verde, Serpiente de cascabel diamante del Mojave, Serpiente de cascabel del Mojave, Dorso de diamante del desierto, Cascabel del Mojave, Serpiente de cascabel escutulada. En México, se la conoce también como Chiauhcóatl (Nahuatl), o víbora de cascabel (Castellano). C. s. scutulatus ha sido llamada también Serpiente de cascabel del norte de Mojave.

## Distribución
En los Estados Unidos, la serpiente de cascabel del Mojave se encuentra en dos áreas. Una región que incluye el desierto de Mojave (sudeste de California hasta sudeste de Arizona y partes de Nevada y Utah); otra región es el límite occidental del sur de Texas.
Esta especie se extiende mucho más al sur en México central. Se encuentra desde el nivel del mar hasta los 2530 m s. n. m.

## Comportamiento
Son más activas desde abril a septiembre, e hibernan solas o en pequeños grupos durante el invierno. Depredadoras de emboscada, comen mayoritariamente pequeños roedores y lagartos. Las hembras dan a luz jóvenes vivas, de dos a diecisiete (el promedio es de alrededor de ocho), desde julio hasta septiembre. Aunque tienen fama de ser agresivas con la gente, dicho comportamiento no está descrito en la literatura científica. Al igual que otras cascabel se defenderán vigorosamente si son molestadas.

## Veneno
Los venenos de las cascabel son complejos cócteles de enzimas y otras proteínas que varían ampliamente en composición y efectos, no sólo entre especies, sino también entre poblaciones de la misma especie según su distribución geográfica. C. scutulatus es ampliamente reconocida como una serpiente productora de uno de los venenos más potentes en el Nuevo Mundo, basado en los estudios de la DL50 de ratones de laboratorio.

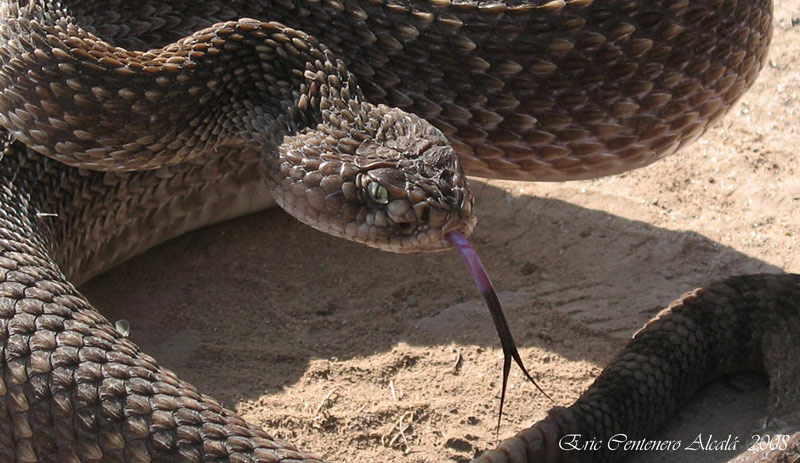
Crotalus scutulatus.

Su potente veneno es el resultado de una neurotoxina presináptica compuesta de dos diferentes subunidades peptídicas. La subunidad básica (a fosfolipasa A2) es levemente tóxica y aparentemente bastante común en el veneno de las cascabel de América del Norte. La subunidad acídica menos común no es tóxica por sí misma pero, en combinación con la subunidad básica, produce la potente neurotoxina llamada “toxina Mojave.” Neurotoxinas casi idénticas se han descubierto en cinco especies de cascabel de América del Norte además de C. scutulatus. Sin embargo, no todas las poblaciones expresan ambas subunidades. El veneno de muchas cascabel Mojave de Arizona sur-central carece de la subunidad acídica y se la designa como poblaciones “Veneno B,” mientras que las cascabel del Mojave de todas las otras áreas expresan ambas subunidades y se designa como poblaciones “Veneno A”. Basados en valores medianos de DL50 en ratones de laboratorio, el veneno de la mordedura de una serpiente de cascabel del Mojave es más de diez veces más tóxico que el veneno B, el cual carece de la toxina Mojave.